# Foma (Demčuk)
Foma (vlastním jménem: Vadim Borisovič Demčuk; * 9. března 1983, Bălți) je kněz ruské pravoslavné církve a biskup pokrovský a novouzenský.

## Život
Narodil se 9. března 1983 v moldavském městě Bălți do dělnické rodiny. Pokřtěn byl v dětství.
Od 10 let byl oltářníkem v Uspenském chrámu ve vesnici Moara de Piatra a poté v chrámu svatého Mikuláše ve svém rodném městě. V letech 1990–2000 navštěvoval v Bălți střední školu № 4. Po škole odešel do Trojicko-sergijevské lávry, kde pracoval jako dělník a připravoval se na vstup do semináře. Docházel na katechismus do Petropavlovského podvorje lávry. Dne 13. srpna 2002 nastoupil do prvního ročníku Moskevského duchovního semináře a stal se hypodiakonem rektora Moskevské duchovní akademie arcibiskupa verejského Jevgenije (Rešetnikova).
Dne 27. února 2007 byl přijat mezi bratry trojicko-sergijevské lávry. Od března 2007 do července 2008 byl sakristánem a kelejníkem (stará se o celu mnicha) duchovního lávry igumena Vissariona (Ostapenka). Dne 21. července 2008 se stal sekretářem-referentem naměstnika (místodržitele) lávry biskupa sergijevo-posadského Feognosta (Guzikova). V roce 2007 ukončil studium na semináři obhajobou diplomové práce na téma Situace pravoslavné církve v Moldavsku v letech 1924 až 1941. O rok později započal studium na Moskevské duchovní akademii, kterou dokončil roku 2010.
Dne 22. dubna 2008 byl biskupem Feognostem postřižen na rjasofora.
Dne 22. ledna 2009 byl v Uspenském chrámu lávry biskupem Feognostem vysvěcen na hierodiakona a 10. dubna byl v Trojickém chrámu lávry postřižen na monacha se jménem Foma v čest svatého apoštola Tomáše.
Dne 27. února 2011 byl arcibiskupem sergijevo-posadským Feognostem vysvěcen na hieromonacha.
Dne 19. října 2012 byl poslán do Donského monastýru v Moskvě, kde se stal 8. dubna 2013 ekonomem monastýru. Dne 22. ledna 2015 se stal starším duchovním chrámu Ikony Matky Boží Vládkyně při Ministerstvu vnitra Ruské federace v Moskvě. Dne 17. prosince stejného roku byl jmenován asistentem naměstnika donského chrámu v oblasti pro liturgické a administrativní práce.
Dne 4. května 2017 byl Svatým synodem Ruské pravoslavné církve zvolen biskupem gdovským a vikářem pskovské eparchie. Dne 10. května téhož roku byl v chrámu Všech ruských svatých v Danilovském monastýru metropolitou sanktpetěrburským a ladožským povýšen na archimandritu. Dne 3. června byl Trojicko-sergijevské lávře jmenován biskupem. Dne 2. července byl v chrámu přepodobné Eufrosiny Moskevské v moskevské části Kotlovka rukopoložen na biskupa. Biskupskou chirotonii vedl patriarcha moskevský a celého Ruska Kirill.
Dne 14. července 2018 jej Svatý synod ustanovil biskupem uržumským a omutninským a 26. února 2019 naměstnikem Donského monastýru v Moskvě s titulem biskup bronnický. Ve stejný den byl také zproštěn služby v uržomské eparchii.
Dne 28. února 2019 byl patriarchou Kirillem jmenován administrátorem severního a severozápadního vikariátu. Dne 12. března byl zproštěn vedení severního vikariátu. Dne 16. července byl jmenován administrátorem jižního vikariátu a byl zbaven funkce v severozápadním vikariátu. Stejného měsíce se stal předsedou Komise patriarchy moskevského a celého Ruska o přistavování svatyní. Dne 23. července byl zvolen prvním místopředsedou finančního a ekonomického oddělení Moskevského patriarchátu. Na příkaz Jeho Svatosti byl o den později jmenován kurátorem Programu výstavby pravoslavných chrámů v Moskvě. Dne 30. srpna byl jmenován prvním místopředsedou finančního a ekonomického oddělení Moskevského patriarchátu.
Dne 25. srpna 2020 byl Svatým synodem ustanoven naměstnikem trojicko-sergijevské lávry s titulem biskup sergijevo-posadský. Byl tedy zbaven funkce naměstnika Donského monastýru a prvního místopředsedy finančního a ekonomického oddělení Moskevského patriarchátu. Také byl synodem jmenován předsedou nově vzniklé Komise Ruské pravoslavné církve pro rozvoj pravoslavné pouti.
Nařízením Jeho Svatosti patriarchy Kirilla ze dne 3. září 2020 byl propuštěn ze správy Severozápadního vikariátu a zachováním správy Jižního vikariátu Moskvy.
Dne 13. dubna 2021 byl Svatým synodem ustanoven biskupem sergijevoposadským se zachováním titulu naměstnika trojicko-sergijevské lávry.
Dne 29. prosince 2021 byl jmenován předsedou nově vzniklé Komise Ruské pravoslavné církve pro rozvoj poutí a stavbu svatyní.
Dne 24. srpna 2023 byl ustanoven biskupem pokrovským a novouzenským.